# Edificio Positano

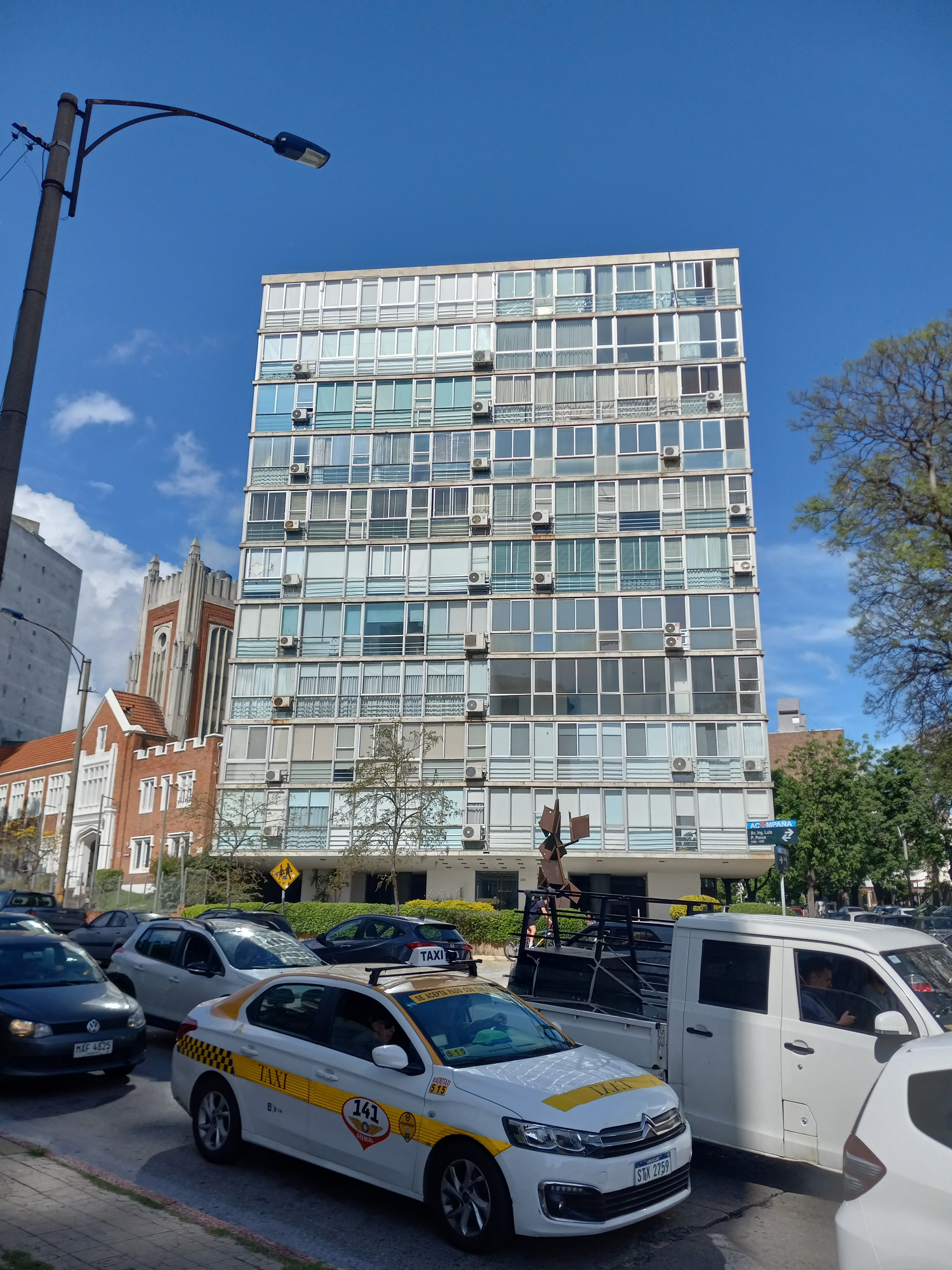
Edificio Positano

Das Edificio Positano ist ein Bauwerk in der uruguayischen Landeshauptstadt Montevideo.
Das in mehreren Etappen projektierte und 1958, nach anderen Quellen von 1959 bis 1963 errichtete Gebäude befindet sich im Barrio Pocitos an der Avenida Ing. Luis P. Ponce 1262, Ecke Charrúa unweit der Abzweigung vom Bulevar Artigas. Für den Bau zeichneten als Architekten der das städtebauliche Profil Pocitos' durch seine Bauten prägende Luis García Pardo (1910–2006) und Adolfo Sommer Smith verantwortlich. Der dem Gebäude zugehörige Garten ist ein Entwurf von Roberto Burle Marx. Am Bauwerk befinden sich zudem eine Skulptur Germán Cabreras und ein Wandgemälde von Lino Dinetto. Das Edificio Positano ist als Wohnappartementhaus konzipiert. Beim Bau wurden zu jener Zeit innovative Materialien verwendet. Neben doppelverglasten Fenstern waren dies elektrische Fußbodenheizungen und Aluminium-Rahmen.
Seit dem 25. Oktober 2005 ist das Edificio Positano als Bien de Interés Municipal klassifiziert.